# Rodolfo Godino
Rodolfo Godino (San Francisco, 1936 - Buenos Aires, 14 de enero de 2015) fue un poeta y cuentista argentino.
Vivió fuera del país durante los períodos comprendidos entre 1972 y 1980 y entre 1983 y 1991. Después residió en Buenos Aires. Tal vez pautada por esas largas ausencias, su obra se agrupa en dos ciclos de creación. El primero, de gran decantación formal, incluye El visitante (1961), Una posibilidad, un reino (1964), La mirada presente (1972), Homenajes (1976), Gran cerco de sombras (1982).
Tras un silencio de más de una década, se inicia un segundo ciclo, más osado e intenso que el anterior. Forman parte del mismo: A la memoria imparcial (1995), Centón (1997), Elegías breves (1999), Ver a través (2001), Estado de reverencia (2002), Tríptico (2003), Lengua diferente (2005) y Diario (2008). Tres volúmenes antológicos completan su bibliografía: Curso 1961-1982, Viaje favorable, 1954-2004 y Bebiendo en lo oscuro, 1961-2008.
Era miembro de número de la Academia Argentina de Letras, desde su nombramiento en 2011. Falleció, a los 78 años, el 14 de enero de 2015.

## Obras publicadas
- 1961: El visitante. Díaz Bagú. 1961.
- 1964: Una posibilidad, un reino. Colombo/Fondo Nacional de las Artes, 1964.
- 1972: La mirada presente. Caracas y Buenos Aires: Tiempo Nuevo (Colección Ancho Mundo), 1972.
- 1974: Poemas. Papeles de Son Armadans (separata). Madrid y Palma de Mallorca,1974
- 1976: Homenajes. Buenos Aires/Montevideo: Alfa Argentina, 1976.
- 1982: Gran cerco de sombras. Buenos Aires: Corregidor, 1982.
- 1982: Curso. Antología 1961/1982. Prólogo de Alberto Girri y cincografías de Juan Batlle Planas. Corregidor, 1982.
- 1995: A la memoria imparcial. Tiago Biavez, Colección Textos de la víspera, 1995.
- 1997: Centón. Ediciones del Copista, Colección Fénix, 1997.
- 1999: Elegías breves. Ediciones del Copista, Colección Fénix, 1999.
- 2001: Ver a través. Ediciones del Copista, Colección Fénix, 2001.
- 2002: Estado de reverencia. Ediciones del Copista, Colección Fénix, 2002.
- 2003: Tríptico. Ediciones del Copista. Dirección de Cultura (Córdoba) 2003.
- 2004: Versos para señoras. Vinciguerra, 2004.
- 2004: Viaje favorable. Antología, 1954/2004. Ediciones del Copista. Prólogo de Javier Aduriz, 2004.
- 2005: Lengua diferente. Ediciones del Copista, Colección Fénix, 2005.
- 2008: Diario. Ediciones del Copista, Colección Fénix, posfacio de Ricardo H. Herrera 2008.
- 2009: Beber en lo oscuro. Antología 1961/2009. Prólogo de Antonio Oviedo. Ediciones Letras y Bibliotecas – Secretaría de Cultura (Córdoba), 2009.
- 2010: Asunto por asunto. Antología 1964/2005. Buenos Aires: Pre-Textos,  2010.
- 2012: Práctica interna, Alción Editora, 2012.
- 2015: Vista atrás. Editorial Brujas, de Córdoba, 2015.

## Crónicas, críticas, reseñas
- “H.A.Murena, poeta”. En Señales, N°141, 1963.
- “A propósito de John Donne y sus Devociones”. En Sur, N°321, 1969.
- “La unidad necesaria”. En La Nación, 19-3-1970.
- “La pérdida del paraíso”. En La Nación, 19-4-1970.
- “Poesía beatnik, traducciones y prólogos”. En La Nación, 7-6-1970.
- “El fuego de la vida”. En La Nación, 5-7-1970.
- “Argentina: el ensayo en 1969”. En Nueva Crítica, N°3, 1971.
- “Valores diarios”. En La Nación, 28-2-1971.
- “Nuevo manual de exclusiones”. En La Nación, 26-9-1971.
- “La futura poesía española”. En La Nación, 12-12-1971.
- “Acercamiento a la verdad”. En La Nación, 16-12-1973.
- “El que toma distancia”. En La Nación, 15-11-1981.
- “La necesidad de traducir”. En La Nación, 18-6-1995.
- “Así leo y así escribo”. En Ponencias. Tercer Foro Internacional de la Universidad Nacional del Nordeste. Resistencia, Pcia de Chaco, 1998.
- “H.A.Murena: instantáneas dentro de contexto”. En El Jabalí, N°10, 1999.
- 200: “Fragmentos y digresiones”. En Fénix, N°9, 2001.
- 200: “Lectura y escritura”. En Hablar de poesía N°6,2001.
- 200: “Apuntes”. En Asueto, N°10, 2002.

## Premios y distinciones
- Premio LAUREL 1959. Editorial Laurel, Córdoba.
- Premio Nacional de Poesía 1960 (Iniciación), Ministerio de Educación y Justicia de la Nación.
- Premio del Fondo Nacional de las Artes, 1961.
- Premio del Fondo Nacional de las Artes y la SADE, 1964.
- Primer Premio Municipal de Poesía, 1970. (a Obra Inédita).
- Gran Premio Bienal Internacional de Poesía, 1981. Municipalidad de Mar del Plata. (Compartido con Basilio Uribe).
- Primer Premio de Poesía La Nación, 1994.
- Segundo Premio Nacional de Poesía, período 1995-1999.
- Premio de Poesía de la Academia Argentina de Letras, trienio 1998-2000.
- Primer Premio Provincial de Literatura 2003. Secretaría de Educación y Cultura, Córdoba.
- Premio Consagración “Letras de Córdoba” 2008. Secretaría de Educación y Cultura.
- Gran Premio de Honor de la Fundación Argentina para la Poesía 2011.
- Miembro de número de la Academia Argentina de Letras.

## Inclusión en estudios y antologías
- Raúl Gustavo Aguirre. Antología de la poesía argentina, Fausto, Buenos Aires, 1979.
- Martín Sosa. Antología de la moderna poesía de Córdoba, Morena, Córdoba, 1986.
- Félix Gabriel Flores. Poetas de Córdoba, siglo XX, Universidad Nacional de Córdoba, 1986.
- Cristina Piña. Poesía argentina de fin de siglo, Vinciguerra, Buenos Aires, 1995.
- Córdoba Poética Siglo Veinte. Ediciones del Fundador, Córdoba, 1998.
- Ricardo Rubio. La vida en el papel, La luna que, Buenos Aires, 2002.
- Michael Smith. Anthology of argentinian poetry, Poetry Ireland Review N°73, Dublin, Irlanda. (versiones: Brian Cole), 2002.
- José Emilio Tallarico. Revista Teína, España, 2003. (www.revistateina.com).
- 25 Poetas Argentinos Contemporáneos. Papiro, Buenos Aires, 2005.
- Muestra de Poesía Argentina Actual. Fórnix N.º 5- 6, Lima, Perú, abril de 2007.
- Jorge Monteleone. 200 Años de Poesía Argentina, Alfaguara, 2010.
- Poesía argentina contemporánea. Tomo I, Parte XVIII, Fundación Argentina para la Poesía, Buenos Aires, 2011.

Parte de su obra ha sido traducida al griego, al italiano, al inglés y al portugués.